# 서울시립대광장
서울시립대광장은 서울시립대학교 사람들의 인터넷 커뮤니티이다. 2001년 2월 3일 닉네임 "꿈에서 본 거리"에 의해 다음 카페로 개설되었다. 2006년 1월 13일 Skyknight가 2대 카페지기가 되었으며 2006년 10월 26일 3대 카페지기 브라이튼경복, 2008년 10월 18일 제4대 카페지기 憘江[희강], 2010년 4월 29일 제5대 카페지기 루시피스를 거쳐 2010년 11월 14일 6대 카페지기 Mu[μ]가 카페지기로 있다. 서울시립대광장에서는 여러 주제에 대해 이야기할 수도 있고, 질문과 답변도 주고 받고, 강의, 아르바이트, 공모전 등 여러 정보도 교환한다. 서울시립대광장은 다음의 2009년, 2010년 우수카페로 선정된 바 있으며 2011년 1월 현재 전체글 개수는 22만 4천여개이고, 가입자 수는 약 2만 8천여명이다.

## 주요 내용
서울시립대광장의 게시판으로는 건의사항의 역할을 하는 UOS의발전을위하여, 자유게시판의 역할을 하는 이야기S, 유머 및 퍼온글을 올리는 시대inside.com, 학내기관의 공지게시판의 역할을 하는 알림이S, 토론의장, 질문답변, 강의정보, 공모전, 벼룩시장, 아르바이트정보 등이 있다. 학생회나 동아리 등 학생 단체와 교직원 등은 관련 게시판을 통해 행사 소식이나 회원 모집 등 공지사항을 알린다. 첫화면에 트위터와 비슷한 역할을 하는 미니메모장이 있다. 메인화면에서는 서울시립대신문의 최신기사를 위젯으로 제공한다.

## 운영 회칙
서울시립대광장은 2010년 4월 23일 최종 수정한 운영 회칙에 따라 운영되고 있다. 한 사람은 하나의 아이디만 써야 하고 닉네임 사칭은 금지한다. 스팸 성격의 광고 글을 올리는 회원은 강퇴한다. 회원은 아이디와 추가 정보를 공개 상태로 유지해야 한다. 동아리 홍보, 행사, 공지사항 등 중요한 소식은 운영자가 일반 글과 다른 색깔로 표시할 수 있다. 글을 너무 많이 올리는 것도 제재한다. 제목이 욕설, 비속어로 되어 있어 불쾌감을 주는 글이나 특정 사이트 홍보글 등은 삭제된다.

## 회원 등급
광장에 막 가입한 회원은 손님 등급이고, 소속을 밝힌 외부인은 전농인 등급이다. 학번이 발급되기 전 가입한 예비 신입생들에게는 예비 새내기 등급을 부여하며 UOS 웹메일 인증 시스템을 도입하기 전에 별도의 인증절차 없이 시립대생임을 밝힌 사람은 시대인 등급이며, UOS 웹메일로 인증한 사람은 재학생 등급이다. 재학생 등급과 시대인의 차이는 익명게시판인 취업게시판과 고민게시판을 이용할 수 있는 권한에 차이가 있다. 이외에 관리자 등급으로 게시판지기, 운영자, 카페지기 등이 있다.

## 통계
| 기간       | 전체글  | 활동회원수 | 가입회원수 | 페이지뷰 |
| ---------- | ------- | ---------- | ---------- | -------- |
| 2003년 5월 |         | 1,996      | 5,290      | 27,312   |
| 2004년 5월 |         | 3,166      | 9,721      | 32,322   |
| 2005년 5월 | 85,502  | 3,736      | 14,791     | 55,974   |
| 2006년 5월 | 118,101 | 4,026      | 16,071     | 53,013   |
| 2007년 5월 | 126,842 | 3,969      | 17,767     | 26,250   |
| 2008년 5월 | 152,092 | 5,333      | 20,630     | 37,362   |
| 2009년 5월 | 179,397 | 6,036      | 23,537     | 41,625   |
| 2010년 5월 | 205,556 | 6,762      | 26,594     | 77,322   |